# Castelo Real
Le Castelo Real (« château royal ») est un château portugais établi à Mogador (l'actuelle Essaouira) par les Portugais en 1506, afin de servir de relais maritime sur la route suivant la côte marocaine.

## Construction (1506)
Le roi portugais Manuel Ier ordonne à Diogo de Azambuja, qui a déjà construit le Castello da Mina, de construire un château sur une petite île — d'ailleurs appelée aujourd'hui « La Petite Île » (nom officiel en français) — de la localité marocaine de Mogador (l'actuelle Essaouira). Le château était destiné à servir de relais maritime sur la route des Portugais le long de la côte marocaine, entre Safi, où les Portugais s'étaient établis depuis la fin du XVe siècle, et Agadir, qui venait d'être occupée en 1504. Ainsi, le château permettait de facilement recevoir des provisions de Madeira.
L'édification de la forteresse a dû faire face à une farouche opposition des Berbères et des Arabes locaux. Mais le château est finalement érigé en 1506.
D'autres capitaines portugais ont pris le commandement du château : Francisco de Miranda et Pedro de Azevedo. Le 12 mai 1510, le chambellan Nicolau de Sousa en devient le commandant perpétuel, mais le château est repris par les Berbères Regraga, et le 4 décembre 1510, le château est abandonné et la garnison transférée à Safi.
Les Berbères occupent de façon sporadique le château, notamment par les Saadiens au XVIIe siècle, devant les projets occidentaux sur ce fort. Il apparaît dans plusieurs documents, comme dans le compte-rendu d'une expédition de 1641 d'une délégation de l'ambassade néerlandaise auprès du roi du Maroc Mohammed esh-Sheikh es-Seghir par l'artiste Adriaen Matham ; ou dans une carte de 1767 de Théodore Cornut.

## Destruction (1775)
Le Castelo Real a été totalement démoli au en 1775, suivant les plans de restructuration des fortifications de la ville d'Essaouira par Mohammed ben Abdellah.
À sa place, il y a désormais des fortifications datant de cette époque, appelées Sqala du Port. Il ne reste rien du château, mais à en juger par les anciennes cartes, sa localisation exacte semble être à la fin de la Sqala du Port.

## Autres forteresses portugaises au Maroc
Dans leur totalité, on recense six villes marocaines prises par les Portugais ; ils y ont construit des forteresses dans chacune d'elles, sur le long de la côte atlantique, entre la rivière Loukkos au nord et la rivière Souss au sud.
Quatre d'entre eux ont eu une durée de vie éphémère : Forteresse Graciosa (en) (1489), São João da Mamora (1515), Castelo Real de Mogador (1506–10) et Souira Guedima (1520–25). Les deux autres sont devenus des localisations urbaines : Santa Cruz do Cabo de Gué (Agadir, fondée en 1505-1506) et Mazagan (El Jadida, fondée en 1514-1517). Les Portugais ont dû abandonné la plupart de leurs possessions entre 1541 et 1550, bien qu'ils ont été capables de conserver Ceuta, Tanger et Magazan, un temps.

Images du Castelo Real
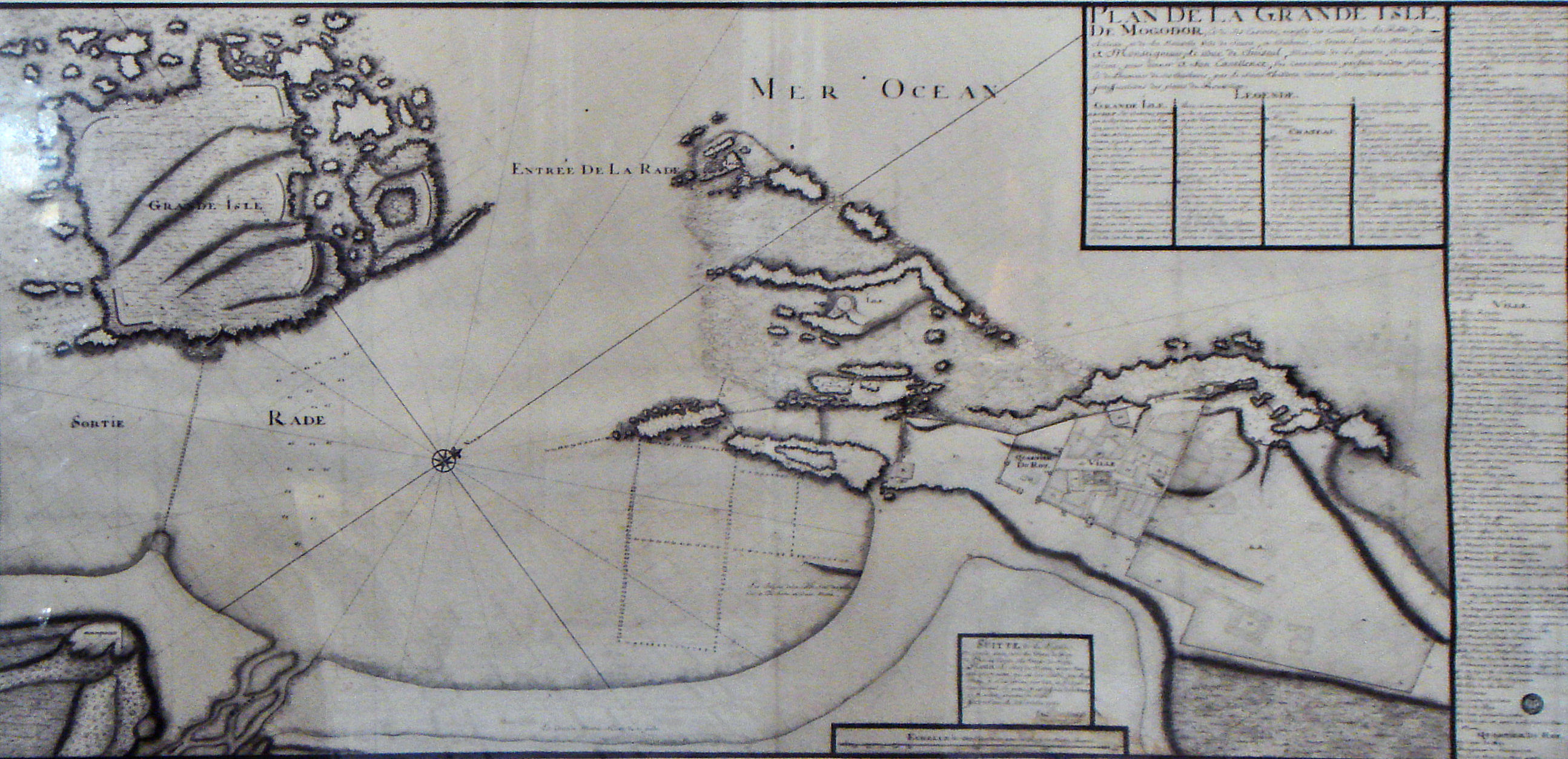
Carte de la baie d'Essaouira par Théodore Cornut en 1767.
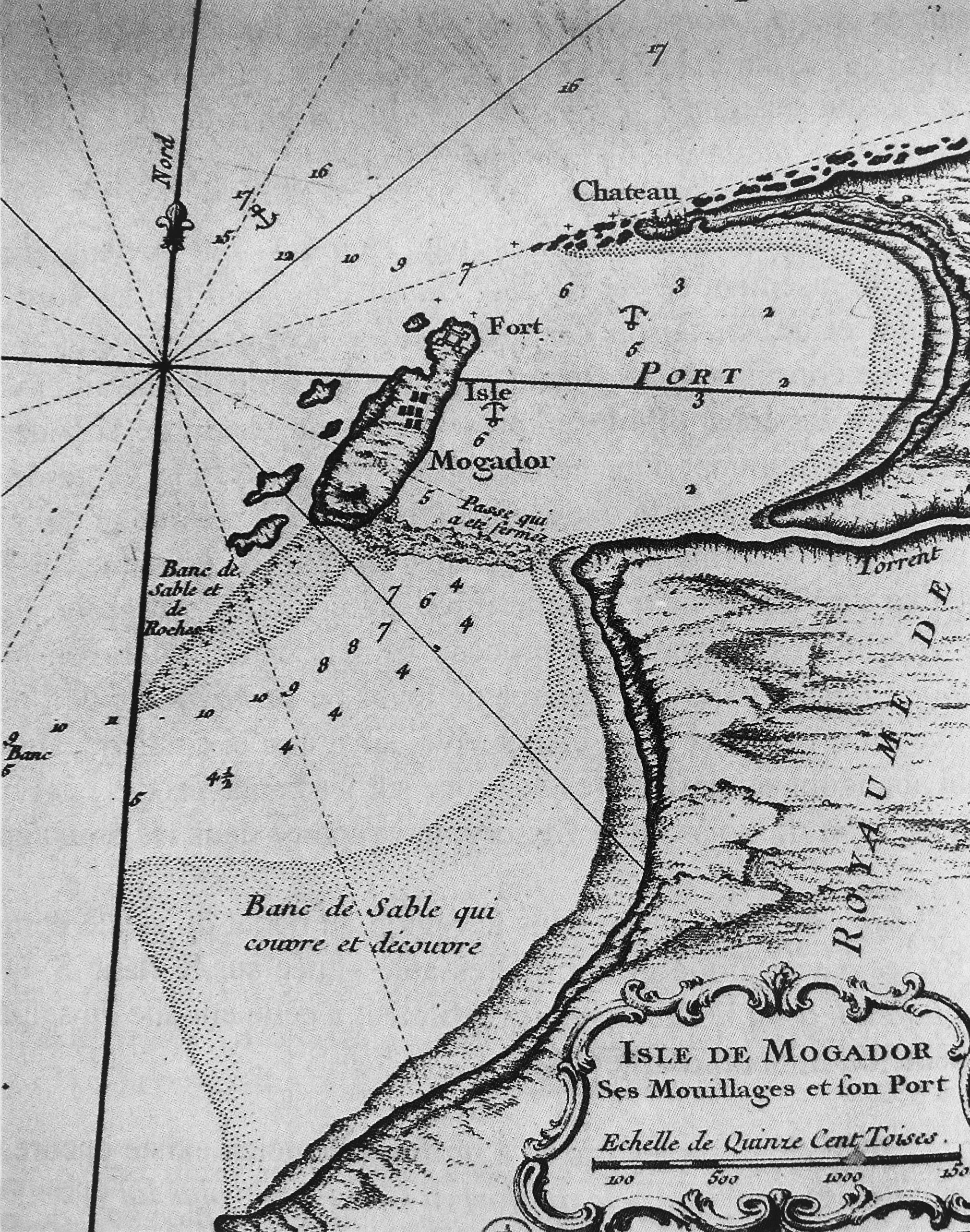
Localisation du Castelo Real (où il y a écrit « Chateau »), sur le bord nord de la baie de Mogador, où il y a aujourd'hui le port d'Essaouira.
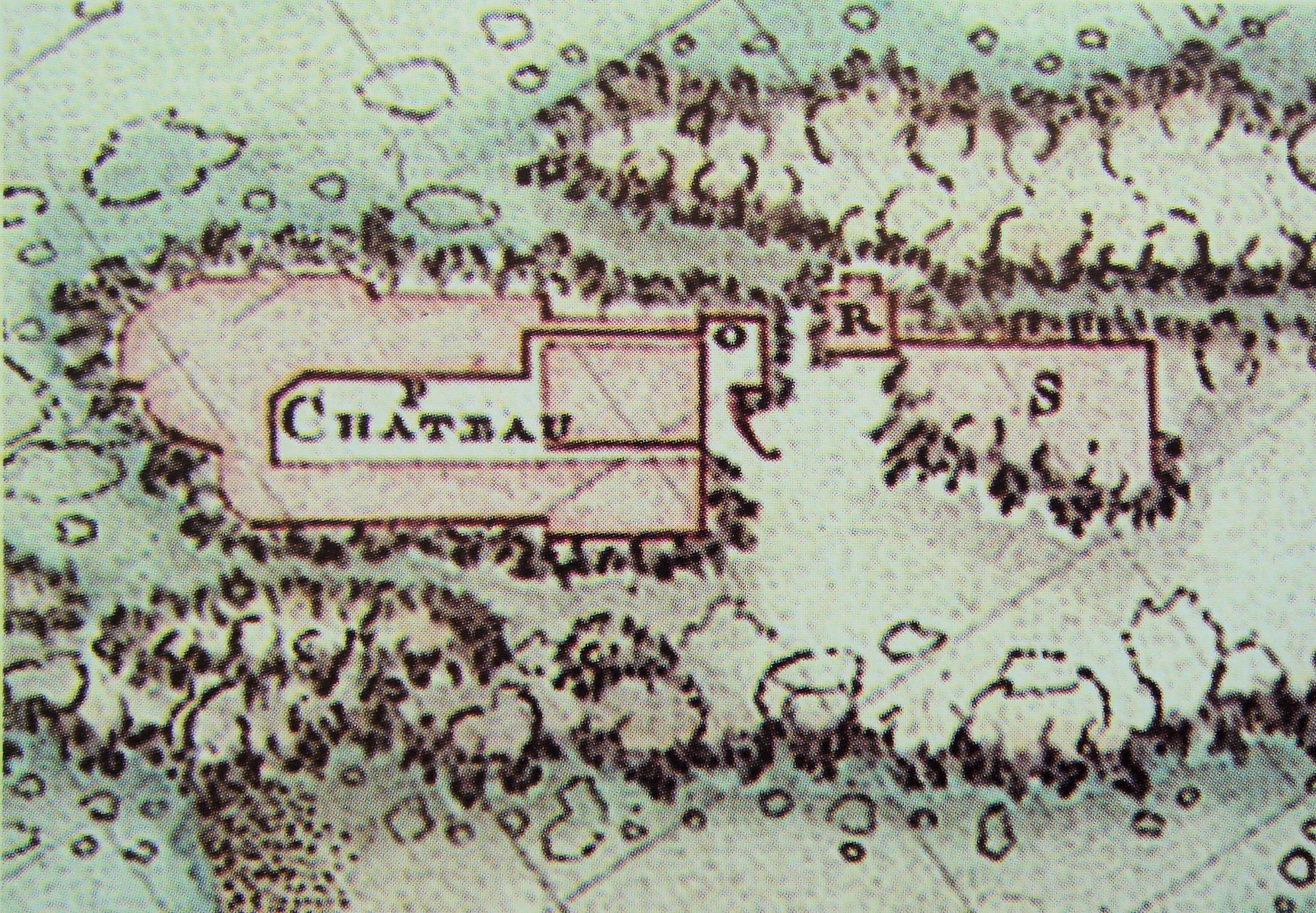
Castelo Real de Mogador, par Théodore Cornut 1767.
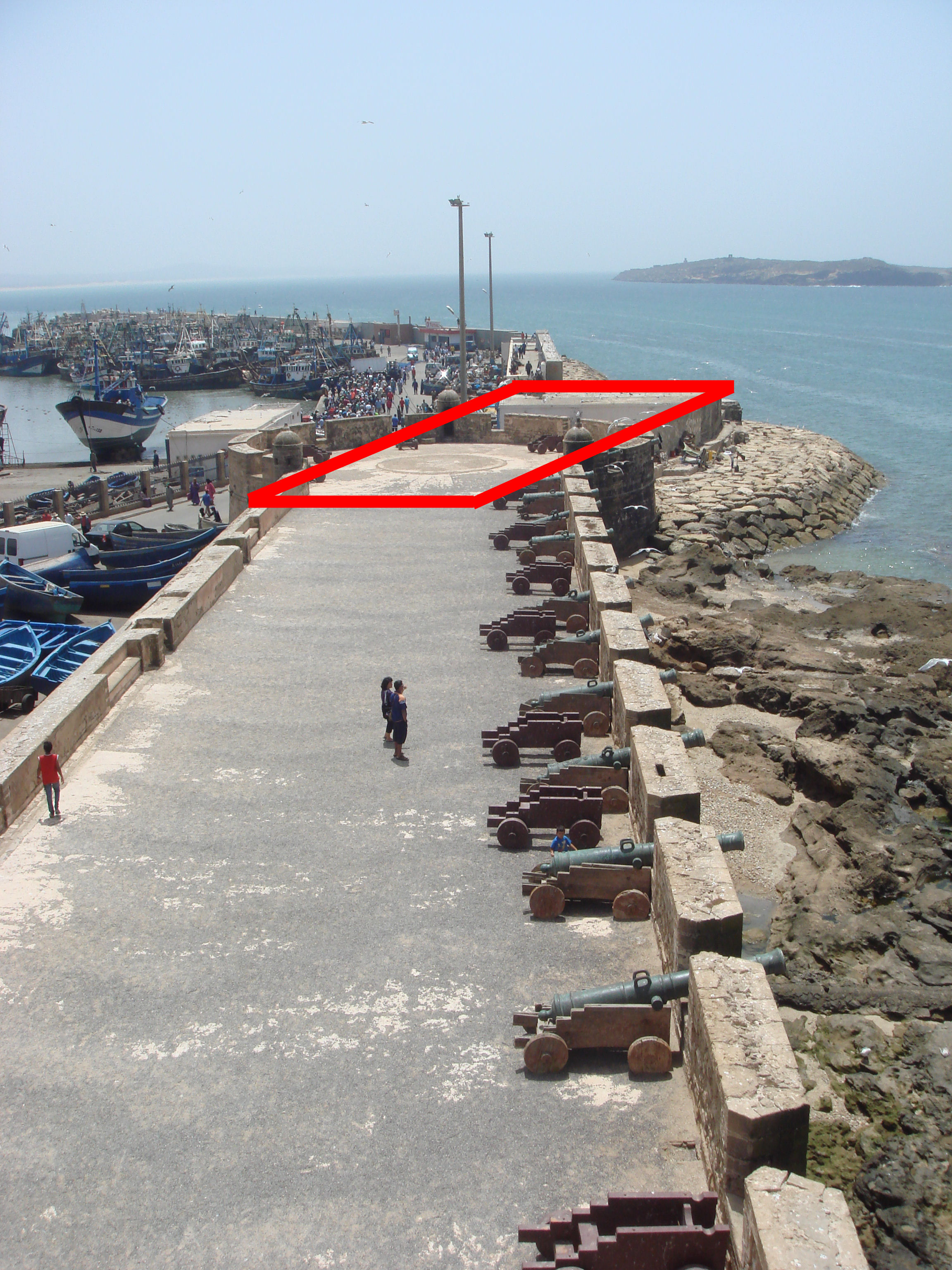
Le Castelo Real était très probablement situé à la fin des fortifications de la Scala del Mar, construite au XVIIIe siècle.